# Катрин Кийнър
Катрин Кийнър (на английски: Catherine Keener) е американска актриса.

## Частична филмография
- 1995 – „Живот в забрава“ (Living in Oblivion)
- 1998 – „Извън контрол“ (Out of Sight)
- 1998 – „Твоите приятели и съседи“ (Your Friends & Neighbors)
- 1999 – „Да бъдеш Джон Малкович“ (Being John Malkovich)
- 1999 – „8 мм“ (8 mm)
- 1999 – „Симпатико“ (Simpatico)
- 2002 – „Фронтално“ (Full Frontal)
- 2002 – „Смърт на Смучи“ (Death to Smoochy)
- 2002 – „Симон“ (S1m0ne)
- 2005 – „40-годишният девственик“ (The 40-Year-Old Virgin)
- 2005 – „Преводачката“ (The Interpreter)
- 2005 – „Балада за Джак и Роуз“ (The Ballad of Jack and Rose)
- 2005 – „Капоти“ (Capote)
- 2006 – „Приятели с пари“ (Friends with Money)
- 2007 – „Сред дивата природа“ (Into the Wild)
- 2007 – „Американско престъпление“ (An American Crime)
- 2008 – „Хамлет 2“ (Hamlet 2)
- 2008 – „Генуа“ (Genova)
- 2008 – „Тайните на Холивуд“ (What Just Happened)
- 2008 – „Синекдоха, Ню Йорк“ (Synecdoche, New York)
- 2009 – „Където бродят дивите неща“ (Where the Wild Things Are)
- 2009 – „Солистът“ (The Soloist)
- 2010 – „Пърси Джаксън и боговете на Олимп: Похитителят на мълнии“ (Percy Jackson & the Olympians: The Lightning Thief)
- 2013 – „Споделено“ (Enough Said)
- 2013 – „Круд“ (The Croods) (глас)
- 2013 – „Капитан Филипс“ (Captain Phillips)
- 2017 – „Бягай!“ (Get Out)
- 2018 – „Феноменалните 2“ (The Incredibles 2) (глас)